# Uchi no otto wa shigoto ga dekinai
Uchi no otto wa shigoto ga dekinai (ウチの夫は仕事ができない?), nota anche con il titolo internazionale My Loser Husband, è una serie televisiva giapponese del 2017 trasmessa su Nippon Television.

## Trama
Tsukasa è per sua moglie Sakaya un ottimo marito: dolce, intelligente e con un ottimo lavoro. In realtà, l'uomo crede tuttavia di essere negato per l'impiego che svolge e vorrebbe licenziarsi il prima possibile; quando finalmente si decide ad annunciare la propria decisione alla moglie, scopre che Sayaka è incinta e dunque dovranno fare fronte a numerose spese impreviste.